# Reim 3
Reim 3 är den tyske pop-/schlagersångaren Matthias Reims sjätte soloalbum, utgivet i mars 1997 på Polydor.
Albumet låg på den tyska topplistan under sex veckor, som högst på plats 40.
"Du machst mich verrückt" och "Hallo, ich möcht' gern wissen wie's Dir geht" släpptes som singlar. Den senare landade på 82:a plats på topplistan.

## Låtlista
1. "Du machst mich verrückt" – 4:47
2. "Hallo, ich möcht' gern wissen wie's Dir geht" – 4:09
3. "Viel zu lang" – 3:32
4. "Ich brauche Liebe" – 3:59
5. "Wenn du gehen willst, mußt Du gehen" – 4:08
6. "Wir sehen uns wieder" – 2:33
7. "Lieb' mich!" – 4:14
8. "Bleib' doch" – 3:52
9. "David und Goliath" – 4:29
10. "Das erste Mal" – 4:00
11. "Keine Angst" – 3:43
12. "Ich will leben (mit Dir)" – 3:21

## Medverkande
Musiker
- Matthias Reim – sång, gitarr
- Nick Oosterhuis – gitarr, keyboard
- Hein Altenbroxter – trummor

Produktion
- Matthias Reim – producent, text, musik, mixning
- Adam Schairer – producent
- Jürgen Blätz – mixning
- Matthias Härtl – mixning
- Thomas Brück – mixning
- J. Quincy Kramer – mastering
- Hein Altenbroxter – text, musik
- Helge Harbich – text, musik
- Nick Oosterhuis – text, musik
- Peter Zentner – text, musik